# Vinarska ulica (Maribor)
Vinarska ulica (Weingasse) ist der Name einer Straße in Maribor (Slowenien) im Stadtbezirk Koroška Vrata.

## Geschichte
Im Jahr 1876 wurde eine neue Straße in der Kärntner Vorstadt nach der 1871 gegründeten und im folgenden Jahr eröffneten Weinbauschule Weinbau-Gasse genannt. Im Jahr 1919 wurde der Name in Vinarska ulica geändert. Nach der deutschen Besetzung im Jahr 1941 wurde sie wieder in Weinbau Gasse umbenannt. Im Mai 1945 wurde der slowenische Name Vinarska ulica wiederhergestellt.

## Lage
Die Straße beginnt am westlichen Rand des Stadtparks nördlich der Kamniška ulica. Zu dieser verläuft sie am Fuße des Kalvarienberges nach Westen bis auf zur Einmündung in die Vrbanska cesta auf dem Urbani-Plateau nordwestlich der Kreuzung von Vrbanska cesta, Njegoševa ulica und Kamniška ulica. Vom Ende der Vinarska ulica führt eine Fußweg nach Norden zur über 450 Stufen umfassenden Treppe zum Kalvarienberg (Stopnice na Kalvarijo).

## Abzweigende Straßen
Die Kamniška ulica berührt folgende Straßen (von Osten nach Westen): Poljančeva ulica, Vilharjeva ulica, Kajuhova ulica, Sadjarska ulica.

## Bauwerke und Sehenswürdigkeiten
- Treppe zum Kalvarienberg
- Biotechnische Schule Maribor[4]
- Institut für Land- und Forstwirtschaft Maribor KGZS (gegründet 1894)[5][6]